# Berg (Voeren)
Berg of De Berg is een gehucht bij Sint-Martens-Voeren, een deelgemeente van de Belgische gemeente Voeren. Het ligt niet op een hoogte, maar in het Voerdal aan het riviertje de Voer.

## Natuur
"D’r Duroboën" is een intermitterende (= tijdelijke) bron in de weg die van de Als naar de Berg leidt.

## Sociale structuur
Enkele decennia geleden was de samenstelling van deze woonkern, gelijk overal in het omgevende gebied, in hoofdzaak bepaald door boeren. Boeren zijn er nu niet meer. Het toerisme wordt belangrijk in het beeld.

## Geschiedenis
Begin 17e eeuw was er een kasteel, leen van Dalhem, met eigenaars uit onder andere de geslachten van Elven, van Buren. Vóór 1679 ging het over aan de heren van Mheer, die tevens Hoge Heren waren van Sint-Martens-Voeren. Het kasteel in De Berg schijnt toen in verval te zijn geraakt. Bij dit kasteel hoorde een molen. Deze werd ca. 1675 kopermolen (eigenaars achtereenvolgens Rulands, Elias, Gillis, Kevers), in 1770 papiermolen (eigenaars achtereenvolgens Kevers, Haagen). In 1820 was deze nog in werking. Van dit kasteel-molencomplex zijn nog de vijvers over, die nu ingeschakeld zijn in de vrijetijdsvisserij.
Deelgemeenten: 's-Gravenvoeren · Moelingen · Remersdaal · Sint-Martens-Voeren · Sint-Pieters-Voeren · Teuven

Overige kernen: Berg · Drink · Gieveld · Hagelstein · Ketten · Knap · Krindaal · Nurop · Obsinnich · Peerds · De Plank · Reesberg · Rullen · Schilberg · Schophem · Schoppemerheide · Sinnich · Snauwenberg · Stroevenbos · Swaan · Ulvend · Veld · Veurs

Belgische gemeenten · Arrondissement Tongeren · Limburg · Vlaanderen